# Władysław (syn Sobiesława I)
Władysław (zm. po 28 czerwca 1165 r.) – książę ołomuniecki w latach 1137–1140.
Najstarszy syn Sobiesława I i Adelajdy węgierskiej. W 1137 r. otrzymał dzielnicę ołomuniecką. Był przez ojca przewidywany na następcę. W 1138 r. wyraził na to zgodę król niemiecki Konrad III i wiec w Sadské. W chwili śmierci Sobiesława w 1140 r. jego syn nie był jeszcze pełnoletni i władcą wybrano Władysława II. Syn Sobiesława stracił swoją dzielnicę i uciekł na Węgry. W 1146 r. pojednał się z Władysławem II. Później na długie lata znika ze źródeł. Po raz ostatni jest wzmiankowany w 1165 r. Jego żoną była nieznana z imienia córka Albrechta Niedźwiedzia.